# Marcelo Broli
Marcelo Carlo Broli Gorgoroso (Montevideo, 13 marzo 1978) è un allenatore di calcio ed ex calciatore uruguaiano, di ruolo centrocampista, commissario tecnico della nazionale Under-23 emiratina.

## Statistiche da allenatore

### Nazionale
| Squadra | Naz                | dal              | al             | Record | Record | Record | Record | Record | Record | Record | Record     |
| Squadra | Naz                | dal              | al             | G      | V      | N      | P      | GF     | GS     | DR     | % Vittorie |
| ------- | ------------------ | ---------------- | -------------- | ------ | ------ | ------ | ------ | ------ | ------ | ------ | ---------- |
| Uruguay | Uruguay (bandiera) | 28 febbraio 2023 | 15 maggio 2023 | 2      | 1      | 1      | 0      | 3      | 2      | +1     | 50,00      |

### Nazionale uruguaiana nel dettaglio
| feb.-mag. 2023 | Uruguay        | Amichevoli     | Ad Interim     | 2 | 1 | 1 | 0 | 50,00 | 3 | 2 | +1 |
| Totale Uruguay | Totale Uruguay | Totale Uruguay | Totale Uruguay | 2 | 1 | 1 | 0 | 50,00 | 3 | 2 | +1 |

### Panchine da commissario tecnico della nazionale uruguaiana
| Cronologia completa delle presenze e delle reti in nazionale ― Uruguay | Cronologia completa delle presenze e delle reti in nazionale ― Uruguay | Cronologia completa delle presenze e delle reti in nazionale ― Uruguay | Cronologia completa delle presenze e delle reti in nazionale ― Uruguay | Cronologia completa delle presenze e delle reti in nazionale ― Uruguay | Cronologia completa delle presenze e delle reti in nazionale ― Uruguay | Cronologia completa delle presenze e delle reti in nazionale ― Uruguay | Cronologia completa delle presenze e delle reti in nazionale ― Uruguay |
| Data                                                                   | Città                                                                  | In casa                                                                | Risultato                                                              | Ospiti                                                                 | Competizione                                                           | Reti                                                                   | Note                                                                   |
| ---------------------------------------------------------------------- | ---------------------------------------------------------------------- | ---------------------------------------------------------------------- | ---------------------------------------------------------------------- | ---------------------------------------------------------------------- | ---------------------------------------------------------------------- | ---------------------------------------------------------------------- | ---------------------------------------------------------------------- |
| 24-3-2023                                                              | Tokyo                                                                  | Giappone                                                               | 1 – 1                                                                  | Uruguay                                                                | Amichevole                                                             | Federico Valverde                                                      | Cap: F.Valverde                                                        |
| 28-3-2023                                                              | Seul                                                                   | Corea del Sud                                                          | 1 – 2                                                                  | Uruguay                                                                | Amichevole                                                             | Sebastián Coates Matías Vecino                                         | Cap: F.Valverde                                                        |
| Totale                                                                 |                                                                        | Presenze                                                               | 2                                                                      |                                                                        | Reti                                                                   | 3                                                                      |                                                                        |